# Joseph van Zuylen
Joseph-Jacques-Marie-Louis van Zuylen, né le 2 février 1871 et mort le 10 juin 1962, est un homme politique belge. Il est le fils de Gustave van Zuylen et le père de Guillaume-Marie van Zuylen.
Van Zuylen fut administrateur de sociétés.

## Fonctions et mandats
- Conseiller communal de Richelle : 1903-1921
- Bourgmestre de Richelle : 1903-1921
- Conseiller provincial de Liège : 1912-1925
- Conseiller communal d'Argenteau : 1921
- Bourgmestre d'Argenteau : 1921
- Sénateur par l'Arrondissement de Liège : 1925-1932
- Sénateur provincial de Liège : 1932-1936
- Membre de l'Assemblée de l'Union catholique de la Belgique : 1934

## Sources
- P. Van Molle, Het Belgisch parlement, p. 365;
- De Katholieke Unie van België, [1934], p. 17.

- Ressource relative à plusieurs domaines :   - ODIS